# Rapport Cahuc-Kramarz
Le rapport Cahuc-Kramarz est une étude réalisée en décembre 2004 par les économistes Pierre Cahuc et Francis Kramarz à la demande du gouvernement français.
Ce rapport donne une comparaison des situations socio-économiques de la France avec celles des autres pays de l'OCDE, et propose des réformes structurelles pour supprimer des points de blocage de l'économie française et relancer la croissance.
Les auteurs étudient la précarité et suggèrent des propositions de réformes qui ont alimenté le débat sur la Sécurité sociale professionnelle.
La conclusion commence par : « Ce rapport présente des éléments d’une réforme pour éliminer des défauts criants du marché de l’emploi en France : précarité, absence d’accompagnement personnalisé des chômeurs, difficultés à percevoir les chemins du reclassement permettant d’assurer un avenir professionnel, réglementations faisant porter sur les mauvais acteurs les contraintes de
reclassement, contrats de travail induisant une instabilité extrême... Les remèdes sont simples en théorie mais certainement difficiles à mettre en œuvre en pratique. »
Ce rapport au Ministre de l’Économie, des Finances et de l’Industrie et au Ministre de l’Emploi, du Travail et de la Cohésion Sociale est paru à la Documentation Française en juin 2005 et a reçu le prix Risques-Les Échos en 2005.